# Koppal

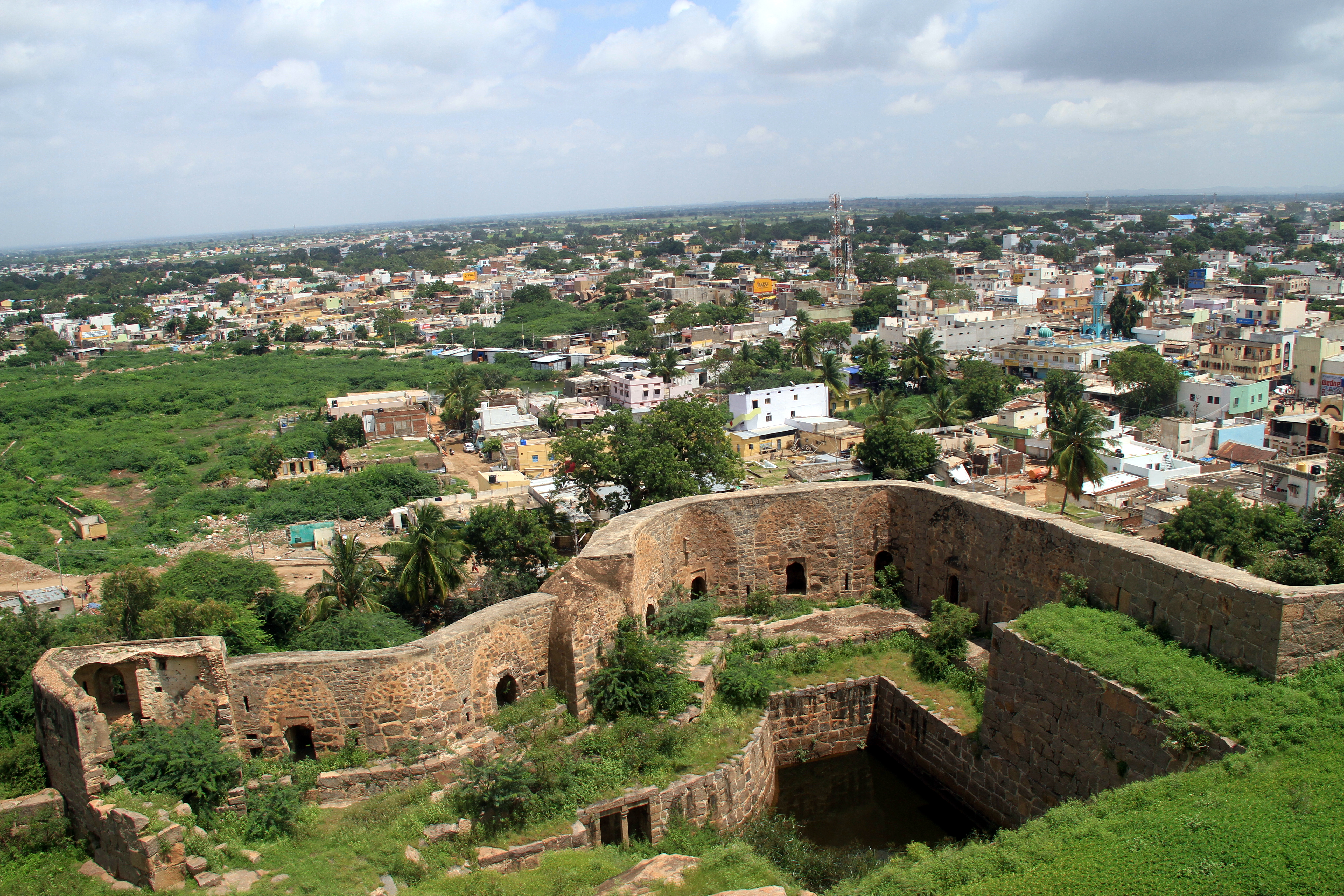
Blick vom Fort über Teile der Stadt

Koppal oder Koppala (Kannada ಕೊಪ್ಪಳ) ist eine Stadt mit ca. 80.000 Einwohnern im indischen Bundesstaat Karnataka. Sie ist Verwaltungssitz des Distrikts Koppal.

## Lage und Klima
Koppal liegt auf dem Dekkan-Plateau im nördlichen Zentrum Karnatakas am Ufer des Hirehalla, eines Nebenflusses der Tungabhadra, in einer Höhe von rund 540 m. Nächstgrößere Städte sind Hubballi-Dharwad oder Gadag-Betageri; Bengaluru ist rund 370 km (Fahrtstrecke) in südöstlicher Richtung entfernt. Das Klima ist subtropisch warm; Regen (ca. 640 mm/Jahr) fällt fast nur in den sommerlichen Monsunmonaten.

## Bevölkerung
| Jahr      | 1991   | 2001   | 2011   |
| Einwohner | 44.602 | 56.160 | 70.698 |

Knapp 65 % der Einwohner der Stadt sind Hindus und ca. 32,5 % sind Moslems; der Rest entfällt auf Jains, Christen, Sikhs und Buddhisten. Der männliche und der weibliche Bevölkerungsanteil sind ungefähr gleich hoch. Ca. 20 % der Bevölkerung sind Analphabeten. Die meisten Einwohner sprechen Kannada als Muttersprache, aber auch Hindi und Englisch werden gesprochen.

## Wirtschaft
Koppal ist das merkantile, handwerkliche und administrative Zentrum einer in hohem Maße landwirtschaftlich orientierten Region. Da die Stadt über einen Bahnhof verfügt, haben sich auch kleinere Industriebetriebe hier angesiedelt.

## Geschichte
Auf dem Festungsberg wurden zwei Ashoka-Edikte aus dem 3. Jahrhundert v. Chr. gefunden. Später befand sich der Ort in Händen der Shatavahanas, dann der Chalukya- und Hoysala-Dynastie sowie des Vijayanagar-Reiches. Wann die Festung ursprünglich erbaut wurde, ist unbekannt, doch fiel sie im Jahr 1786 an Tipu Sultan von Mysore, der sie mit Hilfe französischer Ingenieure erweitern ließ. Im Dritten Mysore-Krieg wurde das Fort Koppal 1790 nach sechsmonatiger Belagerung von den Truppen der Briten und des mit den Briten verbündeten Nizams von Hyderabad erobert. Als Ergebnis des Krieges kam Koppal zu Hyderabad, das während der britischen Kolonialzeit ein nominell unabhängiger Fürstenstaat unter britischer Oberherrschaft war. Ein Jahr nach der indischen Unabhängigkeit wurde Hyderabad 1948 von Indien annektiert. Durch den States Reorganisation Act kam Koppal 1956 an den nach den Sprachgrenzen des Kannada geschaffenen Bundesstaat Mysore (1973 umbenannt in Karnataka). Seit 1998 ist Koppal Distrikthauptstadt.

## Sehenswürdigkeiten
- Koppal hat keine alten Tempel etc.; wichtigste Sehenswürdigkeiten in Stadtnähe sind der Festungsberg und die beiden Ashoka-Edikte.

Umgebung
- Koppal eignet sich gut als Ausgangspunkt für Besuche der prähistorischen Stätte von Hire Benakal oder verschiedener mittelalterlicher Hindu-Tempel (z. B. Itagi und Kuknur). Auch die ehemalige Hauptstadt des Vijayanagar-Reiches, Hampi, ist nur ca. 50 km entfernt.